# Øksna Station
Øksna Station (Øksna stasjon) var en jernbanestation på Rørosbanen, der lå i Elverum kommune i Norge.
Stationen åbnede 23. oktober 1871, da banen blev forlænget fra Grundset til Rena. Oprindeligt hed den Øxna, men den skiftede navn til Øksna 27. april 1894. Den blev nedgraderet til trinbræt 22. maj 1966. Den almindelige betjening med persontog ophørte 2. juni 1985, men der var fortsat stop for et tog om dagen i hver retning for skoleelever indtil 8. juni 1997.
Stationsbygningen, der var af Hvalstad-typen, blev opført til åbningen i 1871 efter tegninger af Georg Andreas Bull. Den blev revet ned i 1966. Stationen har desuden haft udhus, pakhus og vandtårn.